# Acrocalymma
Acrocalymma — рід грибів родини Lophiostomataceae. Назва вперше опублікована 1987 року.
Назва роду походить від давньогрецьких слів acros («на кінчику») і calymma («капюшон»).